# Filger Bruch
Der Filger Bruch ist ein ehemaliges Naturschutzgebiet im Bereich der Stadt Rahden im Kreis Minden-Lübbecke in Nordrhein-Westfalen. Das Gebiet umfasste 36,8 ha und wurde unter der Bezeichnung MI-009 geführt. Diese Bezeichnung wurde für Naturschutzgebiete im Kreis Minden-Lübbecke eingeführt und benutzt. Heute ist das Gebiet entwidmet, es liegt eine Planung für Windkraftanlagen vor.

## Lage
Das Gebiet liegt am nordwestlichen Rand der Ortschaft Wehe, nördlich der Ortslage und westlich der Kleinen Aue, die ca. 2,5 km nördlich des Gebietes in die Große Aue mündet.

## Bedeutung
Die Unterschutzstellung erfolgte wegen der Seltenheit und besonderen Eigenart der Fläche und zur Erhaltung und Wiederherstellung von Lebensgemeinschaften als Refugium für bedrohte und gefährdete wildlebende Tier- und Pflanzenarten. Die Stadt Rahden hob diesen Schutz später wieder auf, obwohl die Flächen und die Umgebung im Regionalplan nach wie vor als Bereiche für den Schutz der Natur (BSN) ausgewiesen sind. Dort sollen Windkraftanlagen geplant werden. Noch 2013 wurden in drei dafür vorgesehenen Vorranggebieten in unmittelbarer Nähe zum ehemaligen Naturschutzgebiet sieben planungsrelevante Rast- und Gastvogelarten sowie 14 planungsrelevante Brutvogelarten festgestellt. Hervorzuhebende Brutvogelarten sind Rebhuhn, Habicht, Mäusebussard, Kiebitz, Kuckuck, Feldlerche, Rauchschwalbe und Feldsperling.